# O3b
O3b ist der Name von kommerziellen Kommunikationssatelliten des britischen Unternehmens O3b Networks, das zur SES-Firmengruppe gehört. Die Satellitenkonstellation wurde damit beworben, dass sie den 3 Milliarden Menschen in strukturschwachen Gebieten der Erde („the other 3 billion“) Internetzugriff und Telekommunikationsdienste bieten solle. Der Vertrag zum Start der Satelliten durch Arianespace wurde im Dezember 2011 unterzeichnet. Die Satelliten werden jeweils in Vierergruppen gestartet werden und gelangen auf ähnliche Bahnen.

## Aufbau
Die dreiachsenstabilisierten Satelliten sind mit 12 Ka-Band-Transpondern (laut Thales 10) und 12 kleinen Antennen ausgerüstet und sollen der Weiterleitung von Internetdaten in strukturschwachen Gebieten in Äquatornähe dienen. Sie wurden auf Basis des Satellitenbus ELiTeBus der Thales Alenia Space gebaut. Die Energieversorgung der Satelliten erfolgt über zwei Solarzellenpaneele und zugehörige Akkumulatoren. Das Antriebs- und Lageregelungssystem besteht aus insgesamt acht kleinen Triebwerken.

## Status
Die ersten vier Satelliten dieses Typs wurden am 25. Juni 2013 um 19:27 Uhr UTC mit einer Sojus-ST-B mit Fregat-MT-Oberstufe vom Weltraumbahnhof Centre Spatial Guyanais in Französisch-Guayana in eine etwa 7.825 km hohe Umlaufbahn direkt über dem Äquator gebracht. Vier weitere Starts mit je vier Satelliten erfolgten am 10. Juli 2014, am 18. Dezember 2014, am 9. März 2018 und am 4. April 2019.

## O3b mPower
Eine zweite Generation aus 13 Satelliten des Typs „O3b mPower“ soll von 2022 bis 2026 mit sechs Flügen der Rakete Falcon 9 gestartet werden. Der erste Start erfolgte am 16. Dezember 2022, drei weitere erfolgten bereits. Die beiden verbleibenden Starts sind für 2025 und 2026 geplant.